# Nolana dianae
Nolana dianae ist eine Pflanzenart aus der Gattung Nolana. Sie ist nur von zwei Standorten bekannt, die sich nahe dem Pazifik in Chile befinden.

## Beschreibung

### Vegetative Merkmale
Nolana dianae sind niederliegende bis kriechende, sukkulent krautige und fakultativ einjährige Pflanzen, das heißt, die einzelnen Individuen sind bereits im ersten oder aber erst im zweiten Jahr reproduktiv. Die Pflanzen nehmen eine Bodenoberfläche von 30 bis 100 cm Durchmesser ein. Die einzelnen, stark verzweigten Sprossachsen können eine Länge von 30 bis 40 cm erreichen, sie sind dunkel violett und mit gestielten, drüsigen Trichomen besetzt. 
Die Laubblätter sind aufsitzend und stehen wechselständig. Die Blattspreite ist langgestreckt bis umgekehrt lanzettlich, die Länge beträgt 10 bis 20 mm, die Breite 3 bis 4 (selten bis 5) mm. Die Blätter sind dunkelgrün, sukkulent, ganzrandig, die Blattränder sind zurückgebogen. Die Unterseite ist stark konkav gewölbt, im Querschnitt sind sie eiförmig bis herzförmig. Die Blattspitze ist abgestumpft bis abgerundet, die Basis ist keilförmig und verdickt. 

### Blüten
Die Blüten erscheinen im Oktober, sie stehen einzeln in den Achseln der oberen Blätter, die fadenförmigen Blütenstiele stehen aufrecht und sind 10 bis 15 (selten bis 20) mm lang. Der Kelch ist glockenförmig, 4 mm breit und 7 bis 10 mm lang, wovon die Kelchröhre etwa 5 mm ausmacht. An die Kelchröhre schließen sich fünf gleichförmige Kelchzipfel an, die lanzettlich geformt, etwa 4 mm lang und 1 mm breit sind. Die Krone ist eng trichterförmig und erreicht eine Länge von 18 bis 24 mm, sie ist weiß und entlang der Hauptadern der Kronblätter dunkel violett gefärbt, so dass ein sternförmiges Muster entsteht. Die Kronlappen sind abgestumpft und 2,5 bis 3 mm lang und 9 bis 10 mm breit. Die Krone ist mit gestielten, drüsigen Trichomen besetzt. 
Die fünf Staubblätter stehen nicht über die Krone hinaus, die Staubfäden setzen im unteren Drittel der Krone an, die Basis ist fein behaart. Drei der Staubfäden sind 2 bis 3 mm lang, die anderen beiden sind mit 3,5 bis 4,5 mm etwas länger. Die violetten und unbehaarten Staubbeutel bestehen aus zwei 1,5 bis 2 mm langen und 1 bis 1,5 mm breiten Theken. Der Fruchtknoten ist unbehaart, er besteht aus fünf Fruchtblättern, an seiner Basis sind Nektarien ausgebildet. Der Griffel steht nicht über die Krone hinaus, die Narbe ist grün und köpfchenförmig. 

### Früchte
Die Früchte sind aus vier bis fünf Teilfrüchten bestehende Sammelfrüchte, die in einem sich vergrößernden Kelch stehen. Die einzelnen Teilfrüchte sind kugelförmig und messen 2,5 bis 3 mm im Durchmesser, jede enthält zwei bis drei Samen.

## Vorkommen und Standorte
Die Art ist nur von zwei Standorten bekannt, die sich in Chile befinden. Das Typusexemplar wurde in einer Höhe von 300 bis 350 m an den unteren Hängen einer Schlucht oberhalb der Playa de los Hornos, etwa 10 km entfernt vom Pazifik gesammelt. Die Art wächst dort vergesellschaftet unter anderem mit anderen Arten der Gattung, so wurden dort ebenfalls Nolana balsamiflua, Nolana linearifolia und Nolana peruviana gefunden.
Der zweite Standort befindet sich weiter nördlich in einer Schlucht in der Nähe von Tocopilla.

## Etymologie
Die Art wurde nach Diane O’Donnell Moran Dillon benannt, die den Sammler der Art, Michael O. Dillon während vieler Aufenthalte in Chile und Peru begleitete. Überrascht durch den Fund einer solchen recht außergewöhnlichen Art, versprach Michael O. Dillon beim Fund 1988 sofort, die Art nach ihr zu benennen, sollte es sich wirklich um eine neue Art handeln. Dieses Versprechen wurde 19 Jahre später durch die Erstbeschreibung gehalten.